# あつまれ!パワプロクンのDS甲子園
『あつまれ! パワプロクンのDS甲子園』（あつまれ パワプロクンのディーエスこうしえん）は、2006年8月3日にコナミデジタルエンタテインメントから発売されたニンテンドーDS用ゲームソフトである。プロデューサーは藤岡謙治。
今ではコナミ・ザ・ベストとして廉価版が販売されている。
本作は製作発表当初からパワプロクンポケットシリーズの一作とされていないが、2005年発売のパワポケシリーズの外伝作品『パワポケ甲子園』の実質的な続編に相当する。

## 概要
前述の通りパワポケシリーズの作品『パワポケ甲子園』の実質的な続編であり、実況やウグイス嬢のコールなどは本作でも健在である。なお、パワポケシリーズの作品ではないが、パワポケシリーズのパスワードが入力でき、作成した選手をパワポケシリーズを送ることができる。また、特殊能力（超特殊能力含む）はパワポケシリーズに準拠している。
新要素として「Wi-Fi選手権モード」「監督モード」が追加された。これは、自分が選んだ高校の監督となり野球部員たちを甲子園に導くモードである。また、登場するチームメイトの人数は前作からさらに増えて432人となった。
また、プロ野球チームのデータは登録されていない。登場する球場も、パワポケシリーズ同様阪神甲子園球場以外はすべて架空のものである。

## 甲子園モード
実況パワフルプロ野球シリーズやパワプロクンポケットシリーズにおけるサクセスモードに相当するモード。

### Wi-Fi選手権モード
オンラインで対人相手、あるいはオフラインでCPUを相手に試合を行い、甲子園優勝を目指すモード。
キャプテンモードや監督モードで作成したチームを使用できる。選手を作成する、というよりは、チームを育て上げるモードといえる。一度でも敗北するとその時点で終了。使用したチームは二度とWi-Fi選手権に参加できない。甲子園に出ればクリアとなり、チーム登録される。主人公の登録は、新しいチームで始め、甲子園に優勝すれば登録される。このとき、ランダムで能力がプラスされ、チーム登録より強い選手となって登録される。
また、ストーリーは存在しない。

### 監督モード
プレイヤーは監督となりチームを甲子園優勝へと導いていくというモードである。10年間を過ぎるか、評価がゼロになるまでに春か夏に一度でも甲子園大会に出場していればクリアとなる。試合の操作は「長打狙い」「当てていけ」「全力投球」などのコマンドを状況に合わせて指示する方式で、プレイヤーによる直接操作は一切行えない。Wi-Fiに接続していると、他に接続しているプレイヤーとの練習試合が行われることがある。

#### ストーリー
主人公は、かつて甲子園を目指していたが、今では携帯電話の料金の支払いすら厳しいという、しがない無職の男。住んでいたアパートが全焼し途方に暮れていた所、旧友の「小山田」からの誘いを受け、新設高校の野球部監督へ就任。
高校野球の監督として、主人公の野球人生が再び始まる。

#### 登場人物
主人公新設校の野球部の貧乏監督。いつもお腹をすかせている。昔、ピッチャーだった。
小山田シリーズでおなじみの相棒キャラクター。主人公の親友で野球部部長。どの高校を選んでも必ず登場する。
理事長野球好きの学校理事長。関西弁で話す。暇なときに花壇の手入れをしている。どの高校を選んでも必ず登場する。
江川アイコ理事長の娘で副理事長。野球の指導もしている。けっこう単純な面もあり、ミクの嘘に簡単に騙されてしまっている。主人公にわざと名前を間違えられる。どの高校を選んでも必ず登場する。
ミク野球部マネージャー。兄が甲子園地区予選決勝戦の日の朝に交通事故で死んだから野球部に入ったというタッチの上杉達也のような兄がいたという嘘で人を騙している。どの高校を選んでも必ず登場する。
かなよ野球部マネージャー。彼氏とのデートで忙しいらしく、部室にほとんど来ていない。どの高校を選んでも必ず登場する。
クミ野球部マネージャー。ミクの妹。腹黒く、上記のミクと同じ嘘をついて人を騙している。どの高校を選んでも必ず登場する。
タカシ近所の男の子。
校長学校によって変わる。
他校のライバル監督
監督モード中に何人か出てくるライバルのような存在。十年間で年々違う監督と夏の大会地方大会決勝で戦うことになるライバル高校は、都道府県の代表ではなく、地方の高校と戦うことになる。しかしライバル高校の場合は若干強くなる。全部で9人登場し、そのうち5人はキャプテンモードの自分のチームの監督として登場する。また、甲子園に出場した後監督評価が0になった場合、新監督として主人公と入れ替わる事になる。どの高校を選んでも必ず登場する。
柳川にやけた顔が特徴の監督。オネエ言葉で話す。「いやいやいや」が口癖。
レイモン片言な日本語で話す外国人。自分の車を傷つけられてしまい、近くにいた主人公に濡れ衣を着せ修理代を請求しようとする。
志岐主人公に好意を寄せるオカマの監督。普段は女言葉で話すが、普通に話すこともある。
増谷主人公の高校時代の先輩。彼にはある悩みが…。唯一アルバムに登場する監督である。
辻堂老人の監督。生意気な性格であり、主人公とは相性が悪いらしい。
吉中主人公が高校時代の時に対戦高校の選手だった人物。主人公が彼の頭にデッドボールをさせてしまい、診断では軽い脳震盪で済んだが、その後遺症で記憶力が低下してしまい今でも物事を忘れ易くなった。その事で主人公に対して怨みを持っている。
竹林肥満気味の男性。アイコに好意を寄せており、彼女に何度もストーキングする。
井島理事長の友達。関西弁で話す。金に汚い。
柘植監督の中では一番まとも。小山田がケンカを売ってくるがその度に返り討ちにする。
大山田10年目の夏の甲子園決勝戦で戦う相手高校（ランダムで決まる）の監督。小山田にそっくり。なお、攻略本のイベント詳細には記載されていない。どの高校を選んでも必ず登場する。

### キャプテンモード
前作『パワポケ甲子園』をベースに、ストーリーなどを加えてパワーアップさせたもの。2年目の夏の甲子園が終わり、3年生が引退した頃から物語は始まる。試合で活躍し、春か夏に甲子園に出場すればクリアとなり、チーム登録される（ただし、春の甲子園に出ていても、主人公のマジメが0になるとゲームオーバーになりファイルが消える）。主人公のデータは、チーム登録の条件に加え、世間評価が60以上あれば登録される。このとき、世間評価が多い状態だとボーナスとして能力がプラスされ、チーム登録より強い選手になって登録される。
パワポケ甲子園と同じ、ダークな展開を売りとするパワポケシリーズよりは、むしろパワプロシリーズのサクセスモードに近しい正統派のストーリーとなっている。
Wi-Fiに接続していると、他に接続しているプレイヤーとの練習試合が行われることがある。

#### ストーリー（キャプテンモード）
主人公はとある高校の野球部員。2年目の夏の甲子園も終わったある日、占い師に「あなたはチームのキャプテンになり甲子園で活躍するだろう」と占われる。その後、主人公は本当にキャプテンとなり、仲間と共に甲子園を目指すことになる。

#### 登場人物（キャプテンモード）
主人公うだつの上がらない野球部員。ケガをした降坂の跡を継ぎキャプテンとなる。
○田シリーズでおなじみの相棒キャラクター。選んだ高校により名前が変わるが必ず「田」の文字を含む。どの高校を選んでも必ず登場する。
降坂（おりさか）投攻守揃った超高校級選手。キャプテンに就任するが、交通事故に遭い入院。キャプテンの座を主人公に託す事になる。どの高校を選んでも必ず登場する。
西崎主人公の高校が属する都道府県の名門高校（各都道府県の代表校チーム）に所属する選手。降坂とも面識がある。降坂とのことで主人公と出会い、ライバルとなる。どの高校を選んでも必ず登場する。
舞野球部のマネージャー。主人公の幼馴染み。占い好き。どの高校を選んでも必ず登場する。
このみ主人公の後輩で野球部のマネージャー。少々腹黒い。どの高校を選んでも必ず登場する。
白神先生保健の先生。監督モードにも登場する。本モードでは特殊なプロセスを踏まないと会う事すら出来ない。どの高校を選んでも必ず登場する。
校長学校によって変わる。野球部の活動状況（チーム全体の能力の合計）によって予算を上げたり下げたりする。
代表校のキャプテン甲子園大会で対決する相手高校のキャプテン。試合前に挨拶に来る。
新城 美沙前作はマネージャー兼彼女だったが、今作は色々な説明を教える案内役になっている。そのため、主人公たちに会うことは一切ない。ちなみに、監督モードやWi-Fi選手権モードでも案内役として登場する。他も同様に、主人公たちに会うことは一切無い。友好を深めていくうちに3サイズを聞けたりする。

## 野球
本作ではDSワイヤレス通信を用いた対戦の他、Wi-Fi通信を用いて遠く離れた人とも試合を行うことができる。Wi-Fi対戦時には操作に一部の制限が付く。
操作はパワプロタイプになっている。オプション時タイプMとタイプSがあり、タイプMは、走塁、守備がオートになっており（wi-fiの場合はタイプMが用いられる）、タイプSは走塁、守備、投球、打撃をオプションでマニュアル、セミオート、オートから選択できる（打撃の場合はセミオートではなく、ロックオンになっている）。